# B-kanot
B-kanoten är en liten segeljolle som passar för ungdomar 14 år och uppåt. B-kanoten klassas som segelkanot då den har en akterstäv såväl som förstäv, samt att den har ett upp- och nedfällbart centerbord. Det som gör segling med B-kanot spännande är deras hängbrädor, som låter seglaren placera sig själv över vattnet flera decimeter utanför det egentliga däcket på båten. Detta ger en hävstångseffekt, så även en lätt seglare klarar av att parera relativt hårda vindar, därför särskiljs inte könen vid kappseglingar.
Då båten både är lätt och har gott om packutrymme funkar den bra som färdseglingsbåt för korta till medellånga turer.
Varje år arrangeras SM i kanotsegling, och då är B-kanot oftast en stor klass.
B-kanoten konstruerades 1968 av Nils-Göran Bennich-Björkman och lämpar sig utmärkt för att bygga själv. I Stockholm finns Bennich-Björkmans livsverk; en klubb kallad Ungdomarnas Båtbygge (UBB), där ungdomar kan få hjälp med att bygga sin egen segeljolle. UBB anordnar också varje sommar ett seglarläger för de båtar som byggts inom föreningen såväl som för andra.
Det finns också flera andra klubbar som aktivt seglar B-kanot både i Stockholm, Örebro och Göteborg.